# آغه زمان
آغه زمان نام یک محله‌ی وسیع و قدیمی با بافت منسجم و معماری تاریخی در شهر سنندج است.

## موقعیت
این محله حدود ۲۵ هکتار وسعت دارد و در شمال‌غربی شهر سنندج قرار گرفته است. با احداث خیابان نمکی در دهه‌ی ۶۰ بخش عمده‌ای از بافت منسجم این محله آسیب دید و تبدیل به دو قسمت شمالی و جنوبی شد.

## اماکن تاریخی
در محدوده‌ی محله آغه زمان، یک کلیسای مسیحیان و دو کنیسه‌ی یهودیان، چند مسجد، حمام تاریخی و تعداد زیادی خانه‌ و عمارت‌های تاریخی وجود دارد، بازار سنندج هم در این محله است.